# Roboti a impérium
Roboti a impérium (v angl. originále Robots and Empire) je čtvrtý díl série o robotech z pera amerického spisovatele Isaaca Asimova, který vyšel v roce 1985 v americkém nakladatelství Doubleday.
V příběhu vystupují postavy z minulého dílu Roboti úsvitu, Solariánka Gladia, Aurořané Kelden Amadiro a Vasilia Aliena a také roboti R. Daneel Olivaw s R. Giskardem Reventlovem. Děj se odehrává necelých 200 galaktických let po vyřešení případu z minulého dílu  a již v něm přímo nefiguruje protagonista všech předchozích knih detektiv Elijáš Baley, objevuje se jen ve vzpomínkách ostatních postav. Stěžejní role v příběhu převzali oba roboti, R. Daneel a R. Giskard. Druhý jmenovaný má schopnost telepatie a dokáže ovládat a usměrňovat myšlení lidí i ostatních robotů. Společně se dvojice pokouší definovat zákony platné pro chování lidstva, čímž předjímá matematickou vědu „psychohistorii“, kterou převedl do praxe heliconský matematik Hari Seldon ze série o Nadaci. Roboti zformulují nultý zákon robotiky, jenž zní:
0) Robot nesmí ublížit lidstvu nebo svou nečinností dopustit, aby mu bylo ublíženo.
V době, kdy Asimov začal psát knihu došlo k vědeckému objevu bosonu W, částice zprostředkující slabou (výměnnou) interakci v atomovém jádře. Tato interakce, někdy nazývaná též slabá jaderná síla je zodpovědná za radioaktivní rozpad, při němž vzniká záření β. Asimovovo v knize uvedené hypotetické zařízení „nukleární zesilovač“ by mohlo vyzařovat množství bosonů W, čímž by urychlovalo přirozený radioaktivní rozpad.
Tímto románem Isaac Asimov propojil své série - o robotech, o Nadaci a o Galaktické říši.
Kniha Roboti a impérium byla nominována na cenu Locus v roce 1986.

## Námět
Detektiv Elijáš Baley, hrdina předchozích dílů, je po smrti a od jeho posledního (popsaného) případu uplynuly 2 století. Během této doby se situace v galaxii změnila, na Auroře (nejvýznamnější z Intermitentních planet) určuje zahraniční politiku Baleyho přítel dr. Han Fastolfe, jenž prosazuje myšlenku společného osídlování Galaxie. Země se může podílet na druhé vlně kolonizace a je aktivní, planetu opouštějí osadníci, kteří překonali letitou agorafobii a terraformují nové světy. Vesmířané (obyvatelé 50 Intermitentních planet) se neodhodlali ani k jedné vesmírné misi. Han Fastolfe má silnou opozici, proti jeho politice vystupuje dr. Kelden Amadiro, jenž zaujímá vůči novým osadnickým planetám a samotné Zemi nepřátelský postoj. Když dr. Fastolfe umírá, má Amadiro volné pole působnosti. Žene jej mimo jiné touha po pomstě za ponížení, kterého se mu dostalo od Elijáše Baleyho. Když jej kontaktuje mladý ambiciózní vědec Levular Mandamus s plánem na nenápadné zničení Země, Amadiro může svou pomstu naplnit. Musí být však opatrný, Intermitentní planety již ztratily svou technologickou převahu a jakýkoli chybný krok by mohl vyvolat mezihvězdný konflikt s nepředstavitelnými následky.

## Postavy
- Dr. Vasilia Aliena – dcera dr. Fastolfa, robotička.
- Kelden Amadiro – vedoucí Institutu robotiky v Eosu na Auroře.
- Edgar Andrew – generální tajemník Země, její nejvyšší představitel.
- Bentley Baley – syn Elijáše Baleyho, jeden z prvních osadníků, kteří opustili Zemi a vydali se kolonizovat planety v Galaxii. Na jeho počest je pojmenována první nově kolonizovaná planeta, Baleyworld.
- D. G. Baley – vzdálený potomek Elijáše Baleyho a Gladie, osadnický obchodník a kapitán kosmické lodi. Iniciály jeho jména znamenají Daneel Giskard Baley podle tradice (Elijáš Baley pokřtil své vnuky a pojmenoval je jmény blízkých robotů).
- Tomas Bistervan – „válečný jestřáb“ Baleyworldu.
- Maloon Cicis – osobní asistent dr. Amadira.
- Gladia – dříve známá pod jménem Gladie Delmarrová nebo Gladia Solaria, žena ze Solarie, která se přestěhovala na planetu Auroru. Zde se vdala za Santirixe Gremionise.
- Eban Kalaya – spojovací důstojník na lodi D. G. Baleyho.
- Sindra Lambidová – členka zákonodárného sboru Baleyworldu.
- Landaree – ženský humanoidní solarijský robot, tzv. Dohlížitelka.
- Lisiform – kapitán aurorské válečné lodi, požaduje vydání Gladie a jejích robotů.
- Levular Mandamus – aurorský občan, potomek Gladie, spolupracuje s dr. Amadirem.
- Dr. Maskellnik – aurorský robotik.
- Cahndrus Nadirhaba – navigátor na lodi D. G. Baleyho.
- Berto Niss – člen posádky na lodi D. G. Baleyho, jenž svým chováním vyprovokuje menší konflikt s R. Daneelem Olivawem.
- Jamin Oser – první důstojník na lodi D. G. Baleyho.
- Genevous Pandaral – předseda Direktoria Baleyworldu, ve funkci vystřídal Nephiho Morlera.
- Sophia Quintana – podsekretářka pro otázky energie na Zemi.
- R. Ernett Druhý – humanoidní robot, jenž byl zneužit dr. Amadirem a dr. Mandamem pro plán zničení Země.
- R. Giskard Reventlov – robot zkonstruovaný aurorským robotikem dr. Hanem Fastolfem.
- R. Daneel Olivaw – aurorský humanoidní robot, jenž byl zkonstruován ve Vesmírném městě, pozemské enklávě Intermitentních planet (neboli Vnějších světů), bývalý partner Elijáše Baleyho při vyšetřováních.

## Obsah knihy
Celkem 92 kapitol je rozděleno do 18 částí:
- Potomek
- Předek ?
- Krize
- Další potomek
- Opuštěný svět
- Posádka
- Svět osadníků
- Projev
- Po projevu
- Starý vůdce
- Plán a dcera
- Telepatický robot
- Souboj
- Posvátná planeta
- Město
- Vrah
- Nultý zákon
- Sám

## Děj
Dr. Han Fastolfe uplatňuje svou spravedlivou politiku vůči Zemi. Jak slíbil, poskytl aurorskému Institutu robotiky vedeném dr. Keldenem Amadirem veškeré plány na konstrukci humanoidních robotů. Vyrobilo se jich několik, ale v aurorské společnosti o ně není zájem a tak jsou uskladněni. Dr. Fastolfe umírá a jeho úhlavní sok Amadiro posiluje svůj vliv. Je zastáncem nekompromisního postoje osídlování Galaxie pouze vesmířany (respektive nejprve jejich roboty, kteří mají terraformovat nové planety pro vesmířany), nehodlá tolerovat osídlování ze Země.
Značnou naději poskytne Amadirovi mladý vědec Levular Mandamus, potomek Gladie Solarie, jenž má plán na pozvolné zničení Země. Tvrdí, že během několika desetiletí dokáže učinit její povrch neobyvatelným. Amadiro s ním začne spolupracovat. Mandamus navštíví Gladii a informuje ji, že si ji žádá kapitán Daneel Giskard Baley (D. G. Baley) z Baleyworldu, první osadnické planety pojmenované po Benu Baleym (syn Elijáše Baleyho). Na tomto světě je Elijáš Baley označován jako „Předek“ a Ben Baley jako „Zakladatel“. D. G. Baley je shodou okolností rovněž Gladiin vzdálený potomek. Žádá Auroru o doprovod Gladie při jeho misi na Solarii, poslední padesátou Intermitentní planetu, jejíž obyvatelé někam zmizeli. Osadničtí obchodníci hodlají situace využít a prodat pozůstavší kvalitní solarijské roboty ostatním vesmířanům, kteří již o ně projevili zájem. Avšak při přistání na Solarii byly zničeny dvě obchodnické lodě osadníků.
D. G. Baley věří, že solarijský původ Gladie a její zkušenosti mohou pomoci při zjišťování, co se na podivné planetě stalo. Rada Aurory pod vlivem Amadira s vysláním souhlasí. Gladia je navíc přitahována svým vzdáleným potomkem. Jako její doprovod letí i její nejbližší roboti R. Daneel Olivaw a R. Giskard Reventlov. Oba jí odkázal ve své vůli dr. Han Fastolfe, ačkoli na R. Giskarda si stále dělá nárok i dr. Vasilia Aliena, dcera Hana Fastolfa. Osadnická kosmická loď pod velením D. G. Baleyho přistává na povrchu Solarie na bývalých Gladiiných pozemcích, jež nyní mají patřit jistému Zoberlonovi. Po obyvatelích není ani stopy, zato je zde několik robotů, mezi nimiž jsou tzv. Dohlížitelé, humanoidní roboti, kteří mají za úkol zničit všechny vetřelce (cizí vesmírné lodi včetně posádky - osadnické i vesmířanské). Jednou z Dohlížitelek je Landaree, kterou se podaří přemoci až R. Giskardovi díky jeho telepatické schopnosti. Landaree zaútočila na R. Daneela i na kapitána Baleyho a nedokázala ji zvládnout ani Gladia se svými zkušenostmi. Landaree mimo to vydala příkaz zničit loď pomocí nukleárního zesilovače, nebezpečné zbraně, kterou Solariané vyvinuli. Kapitán D. G. Baley dá po odstranění hrozby rozkaz dopravit nukleární zesilovač na palubu a opustit planetu. Zamíří s cennou kořistí na domovskou planetu Baleyworld.
Gladia doufala, že se vrátí na Auroru, ale změna plánu jí nakonec přijde vhod. Pozná první nově osídlenou planetu, kterou zakládal syn Elijáše Baleyho Bentley. Zde je přijímána jako hrdinka - partnerka Předka a je požádána o krátký proslov. Gladia přání představitelů planety vyhoví a přednese významný proslov, jímž zcela strhne lid Baleyworldu. Sama je ohromena, jak její slova zapůsobila. Její poselství o vzájemné toleranci mezi osadníky, vesmířany a Pozemšťany však nehraje do karet válečným štváčům, jakým je např. místní Tomas Bistervan. R. Giskard a R. Daneel, kteří se zatím marně snaží odhalit podstatu blížící se vážné krize debatují o limitech tří zákonů robotiky. Zejména R. Daneel, jenž se snaží uvažovat jako jeho bývalý kolega Elijáš Baley cítí, že by zákony mohly být modifikovány. R. Giskard zatím jemně manipuluje s myšlením lidí, aby se dopátral povahy nastávající krize.
Na Auroře se mezitím dr. Amadiro s Mandamem dozvěděli, že R. Giskard disponuje na robota nevídanými schopnostmi telepatie a hodlají jej získat. O totéž se pokouší dr. Vasilia Aliena, rovněž robotička z Institutu v Eosu, která má ambice stát se nástupkyní Amadira v čele organizace. Právě Vasilia Amadira upozornila na nebezpečí, které mu hrozí ze strany R. Giskarda, jenž potají podniká akce proti němu. Amadiro prostřednictvím vlády požádá o vydání Gladie, ví, že s ní přiletí i oba její roboti.
Roboti zatím neví o plánu dr. Mandama Levulara a dr. Amadira zničit Zemi pomocí instalovaných nukleárních zesilovačů, ale jsou mu na již na stopě. Tyto zesilovače na planetě obsluhují a hlídají humanoidní roboti z programu vývoje dle Fastolfových plánů, které Amadiro využil pro tuto operaci. Cílem je pomalu zvyšovat přirozenou radioaktivitu v zemské kůře, což ji postupně učiní neobyvatelnou.
Když oba roboti odhalí hrozbu, kterou představuje Amadiro, nemohou zatím proti němu přímo zasáhnout, protože jim v tom brání 3 zákony robotiky. Amadiro zinscenuje setkání s Gladií, aby dr. Vasilia Aliena mohla zastavit R. Giskarda. To se jí nepodaří, doktorka sází na robotovu dřívější loajalitu k ní, ale R. Giskard ví, jaké jsou její pravé úmysly. Navíc R. Daneel zformuluje tzv. nultý zákon robotiky, který R. Giskard přijme za oprávněný. Vymaže dr. Alieně paměť a nyní se musí s přítelem R. Daneelem postavit Amadirovi s Mandamem. Ti už se dozvěděli o odstavení dr. Alieny a tak se snaží svůj ničivý plán co nejvíce urychlit.
Kapitán D. G. Baley odlétá s Gladií a jejími roboty na Zemi. Gladia nyní našla nový smysl života, hodlá šířit mírové poselství.
Bylo to, jako bych se znovu narodila a začínala opět své první desetiletí. Zdá se mi teď, že i kdyby mě měla Země zabít, stálo by to za to. Zemřela bych mladá, o něco bych usilovala a bránila bych se smrti, nebyla bych stará a unavená, abych smrt přivítala. (Gladia v rozhovoru s kapitánem D. G. Baleym)
Během cesty se jejich obchodnické plavidlo pokusí zastavit aurorská válečná loď pod velením kapitána Lisiforma (snahou je získat zpět Gladii a roboty a zamezit tak jejich příletu na Zemi, kde by mohli ohrozit Amadirův a Mandamův plán), ale D. G. Baley se dokáže zdárně dostat ze zdánlivě prohrané situace. Sekundárním cílem aurorské lodi byl tajný výsadek malého člunu, v němž dr. Amadiro a dr. Mandamus míří na Zemi, aby zde dotáhli do konce některé nutné záležitosti. Začíná souboj o čas.
Během projevu Gladie na Zemi dojde k atentátu, ačkoli to vypadá, že cílem měla být paní Gladie, skutečným terčem byl R. Giskard. R. Daneel Olivaw si to ve zlomku sekundy uvědomil a strhl jej k zemi, ačkoli by podle prvního zákona robotiky měl především chránit člověka. Nikdo není zraněn a atentátník je dopaden, je to jeden z humanoidních robotů vyslaný oběma Aurořany, kteří se nyní pohybují někde na Zemi. Než je dezaktivován, stačí během výslechu prozradit jediné slovo: „mil“. R. Daneel a R. Giskard se pouští do samostatného pátrání, v němž je jim nápomocna Sophia Quintana, podsekretářka pro otázky energie. Ta si uvědomí, že tajné místo, odkud byl humanoidní robot vyslal bude zřejmě „Ostrov tří mil“ - zapovězené místo, kde v minulosti došlo k havárii a tím se stalo symbolem všech negativních vazeb spjatých s jaderným štěpením. Zde dojde k závěrečné konfrontaci obou robotů s Amadirem a Mandamem. Amadiro požaduje okamžité zničení Země, na což Mandamus nehodlá přistoupit, tímto by měl na svědomí životy mnoha milionů lidí. Jeho cílem je pouze pozvolné zničení planety, aby obyvatelé měli čas se přemístit na jiné světy. Počítal se vznikem anarchie mezi Pozemšťany a osadníky, což by jejich pozici oslabilo a vesmířané by získali zpět svou dominanci. Nastaví intenzitu nukleárního zesilovače na hodnotu 2,72, která lidem zaručuje ještě 150 let, než se povrch Země stane neobyvatelným.
R. Giskard Reventlov jej může zastavit, ale neudělá to, odstaví jen fanatického a po pomstě bažícího Amadira. Uvědomí si, že zničení Země odstraní v konečném důsledku chorobné mýtizování nejlidnatější planety ze strany osadníků a přispěje ke vzniku Galaktického impéria. V závěru R. Giskard cítí, že už nebude dlouho fungovat a své telepatické schopnosti předá R. Daneelovi. Ten se stane patronem lidské civilizace pro příští tisíciletí.

## Česká vydání
- Roboti a impérium, 1. vydání, Klub Julese Vernea, Praha, edice Poutník - Malá knižní řada (č. 11), 1993, ISBN 80-901280-9-2, překlad Jan Pavlík, 466 stran, brožovaná [5]
- Roboti a impérium, 2. vydání, Triton, Praha, edice Trifid č. 20, 2003, ISBN 80-7254-298-2, překlad Jan Pavlík, 496 stran, brožovaná